# Thomas Urban (Wirtschaftsinformatiker)
Thomas Urban (* 1969) ist Professor für Wirtschaftsinformatik und insbesondere Multimedia Marketing an der Hochschule Schmalkalden.

## Leben
Vor der Berufung als Professor für Wirtschaftsinformatik und Multimedia Marketing an die Fachhochschule Schmalkalden lehrte er dort bereits vertretungsweise Usability Engineering und Information Retrieval. Die Schwerpunkte von Urbans Forschungen liegen im Bereich des Online-, Social Community-, Neuro- und Mobile Marketings, der Medienwirtschaft und der physiologische Usabilityforschung. Er war Gastprofessor an der Deutsch-Kasachischen-Universität in Almaty (Kasachstan) und unterrichtete an weiteren Hochschulen im In- und Ausland. Urban promovierte in Politologie und Medizin. 

## Schriften
- Webinare, QR-Codes und LBS-Service. Verlag M. Lang, Frankfurt/Main 2011, ISBN 978-3-631-61855-4
- Praxishandbuch Multimedia-Marketing. UVK Verlagsgesellschaft mbH, Konstanz 2015, ISBN 978-3-86496-972-0
- Veränderungen der medizinischen Bedarfsstruktur bei ausgewählten neurologischen Erkrankungen und Funktionsstörungen durch den Einsatz moderner Informations- und Kommunikationstechnologien im Rahmen einer Personalisierten Medizin. (Dissertation), Dresden 2016
- Multimedia Marketing. UVK Verlagsgesellschaft, Konstanz 2016, ISBN 978-3-8252-4415-6
- Investition und Finanzierung in Formeln. UVK Verlagsgesellschaft, Konstanz 2016, ISBN 978-3-8252-4330-2

| Personendaten    | Personendaten                     |
| ---------------- | --------------------------------- |
| NAME             | Urban, Thomas                     |
| KURZBESCHREIBUNG | deutscher Wirtschaftsinformatiker |
| GEBURTSDATUM     | 1969                              |